# Mohssen Massarrat
Mohssen Massarrat (* 14. Mai 1942 in Teheran, Iran) ist emeritierter Professor für Politik und Wirtschaft am Fachbereich Sozialwissenschaften der Universität Osnabrück mit den Forschungsschwerpunkten Naher und Mittlerer Osten, Energie, Friedens- und Konfliktforschung, sowie Nord-Süd-Konflikt. Er wurde im Iran geboren und lebt seit 1961 in der Bundesrepublik Deutschland. Massarrat war Vertrauensdozent der Friedrich-Ebert-Stiftung und der Heinrich-Böll-Stiftung, seit 2002 ist er Mitglied des Wissenschaftlichen Beirats von Attac Deutschland.

## Berufliche Laufbahn
Massarrat zog 1961 nach Deutschland, wo er die deutsche Sprache studierte und Praktika in diversen Industrie- und Bergwerkbetrieben absolvierte. Von 1962 bis 1967 studierte er Bergbau in Clausthal-Zellerfeld und an der Technischen Universität Berlin. Das Studium schloss er als Diplom-Ingenieur ab. Nach dem Abschluss studierte er Wirtschafts- und Politikwissenschaft an der Technischen Universität Berlin und an der Freien Universität Berlin (FU). 1974 wurde er an der FU zum Dr. rer. pol. promoviert.
Ab dem Studiumjahrgang 1974/75 war er wissenschaftlicher Assistent am Fachbereich Politikwissenschaft der Freien Universität Berlin. Nach dem Jahrgang wechselte er an die Universität Osnabrück, wo er sieben Jahre lang als wissenschaftlicher Assistent tätig war. 1978 habilitierte er sich im Fach Wirtschaftswissenschaften/Internationale Wirtschaftsbeziehungen. Ab 1982 war Massarrat Professor für Politikwissenschaft am Fachbereich Sozialwissenschaften der Universität Osnabrück. Von April 2000 bis Oktober 2001 war er Dekan des Fachbereichs Sozialwissenschaften, ab Oktober 2001 bis März 2004 Pro-Dekan der Universität Osnabrück. Nach dem Wintersemester 2007/08 trat er in den Ruhestand.

## Forschungsschwerpunkte
Massarrat befasst sich hauptsächlich mit Themen der Politischen Ökonomie, dabei unter anderem mit sozialökologischer Ökonomie, nachhaltiger Entwicklung, Demokratie und internationalen Wirtschaftsbeziehungen/Globalisierung.

## Werke (Auswahl)
- Braucht die Welt den Finanzsektor? Postkapitalistische Perspektiven. VSA Verlag, 2017, ISBN 978-3-89965-725-8.
- Kapitalismus, Machtungleichheit, Nachhaltigkeit : Perspektiven zu revolutionären Reformen. Hamburg 2003, ISBN 978-3-89965-142-3.
- Iran : Krieg oder Frieden? : Bürger- und Bürgerinnen-Information. Köln 2005, ISBN 978-3-88906-118-8.
- Das Dilemma der ökologischen Steuerreform : Plädoyer für eine nachhaltige Klimaschutzpolitik durch Mengenregulierung und neue globale Allianzen. Marburg 2000, ISBN 978-3-89518-254-9.
- Mittlerer und Naher Osten : eine Einführung in Geschichte und Gegenwart der Region. Münster 1996, ISBN 978-3-929440-73-7.
- Rohstoffpreise und monostrukturelle Ökonomien. Osnabrück 1988.
- Weltenergieproduktion und Neuordnung der Weltwirtschaft : die Weltarbeitsteilung und die Neuverteilung des Reichtums in der Welt. (Habil. Schrift) Frankfurt/Main 1980, ISBN  978-3-593-32629-0.